# 奈良市立平城西小学校
奈良市立平城西小学校（ならしりつ へいじょうにししょうがっこう）は、奈良県奈良市東登美ヶ丘三丁目にある公立小学校。

## 沿革
出典
- 1979年（昭和54年）
  - 4月1日 - 奈良市立鶴舞小学校・奈良市立平城小学校・奈良市立東登美ヶ丘小学校の一部を分離し、開校。
  - 4月9日 - 開校記念式典挙行。
  - 7月2日 - プール完成。この日（7月2日）を創立記念日と定めた。
- 1981年（昭和56年）2月4日 - 校歌制定発表会開催。
- 1988年（昭和63年）
  - 2月20日 - 校門前花壇植樹で整備。
  - 11月20日 - 「とんねる山」広場竣工。
  - 11月26日 - 創立10周年記念式典挙行。
- 1989年（平成元年）12月11日 - 果樹園「フルーツランド」造成。
- 1994年（平成6年）9月20日 - 学習園「グリーンパーク」竣工。
- 1996年（平成8年）9月 - 運動場体育倉庫、低鉄棒新設。
- 1999年（平成11年）7月4日 - 創立20周年記念式典挙行。
- 2004年（平成16年）6月 - 創立25周年記念集会開催。
- 2005年（平成17年）7月 - 各教室にインターホン設置。
- 2006年（平成18年）8月 - 運動場西側フェンス設置。
- 2009年（平成21年）11月 - 創立30周年記念集会開催。
- 2010年（平成22年）10月 - 体育館耐震工事完了。グリーンパーク芝生広場完成。
- 2013年（平成25年）4月 - 新バンビーホーム竣工。
- 2014年（平成26年）8月 - 校舎耐震工事完了。
- 2019年（令和元年）6月 - 創立40周年記念航空写真撮影実施。

## クラス数・児童数
- 一学年2～3クラス。
- 近年、近隣の住宅開発によって児童数は増加傾向にある。

## 校区
- 秋篠町（一部）・朝日町1～2丁目・学園朝日元町（一部）・中山町（一部）・中山町西2～4丁目・東登美ヶ丘3丁目

## 卒業後の進路
- 奈良市立登美ヶ丘中学校
- 奈良市立平城中学校

## 校区が隣接している学校
- 奈良市立鶴舞小学校
- 奈良市立東登美ヶ丘小学校
- 奈良市立平城小学校
- 奈良市立西大寺北小学校
- 奈良市立あやめ池小学校